# Бібянув
Бібянув (пол. Bibianów) — село в Польщі, у гміні Паженчев Зґерського повіту Лодзинського воєводства.
Населення — 226 осіб (2011).

## Демографія
Демографічна структура станом на 31 березня 2011 року:
|          | Загалом | Допрацездатний вік | Працездатний вік | Постпрацездатний вік |
| -------- | ------- | ------------------ | ---------------- | -------------------- |
| Чоловіки | 115     | 19                 | 87               | 9                    |
| Жінки    | 111     | 22                 | 66               | 23                   |
| Разом    | 226     | 41                 | 153              | 32                   |